# Conradine Stinde
Conradine Stinde (* 30. Dezember 1856 in Lensahn, Ostholstein; † 5. Januar 1925) war eine deutsche Schriftstellerin.
Stinde war die Tochter des Pastors Conrad Georg Stinde und dessen zweiter Ehefrau Bertha, geborene Horn. Der Schriftsteller Julius Stinde war ihr Halbbruder.
Sie schrieb zuerst Artikel und Geschichten für Zeitschriften und Zeitungen, Frauendaheim, Häuslicher Ratgeber, Fürs Haus, Dies Blatt gehört der Hausfrau, Von Haus zu Haus, Feuilleton-Zeitung, Nord-Ostsee-Zeitung und andere. Später erschien von ihr in Junge Mädchen (herausgegeben von Frida Schanz) eine Pensionsgeschichte: Im Pastorat von Hellwigshagen mit jährlichen Fortsetzungen. Erzählungen erschienen auch in Kinderlust von Frida Schanz und in Deutsches Mädchenbuch von Thiemann in Stuttgart. Ferner veröffentlichte sie Erzählungen in der Itzehoer Zeitung, im Plöner Wochenblatt und 1896 in der Nord-Ostseezeitung.
Bis zum Tode ihrer Mutter im Jahre 1904 blieb sie in Lensahn, danach zog sie zu ihrem Bruder Julius nach Berlin und führte ihm den Haushalt. Später lebte Conradine Stinde mit Adolf Nissen zusammen, der sich um Julius Stindes Nachlass kümmerte und im Berliner Grote-Verlag Bearbeitungen der Buchholz-Bücher herausbrachte.
Am 5. Januar 1925 starb Conradine Stinde im Alter von 68 Jahren. Sie wurde auf dem Friedhof in Lensahn im Familiengrab Stinde beigesetzt.

## Werke
- Geld: Novelle. Schulze, Berlin 1905
- Glücksklee: Erzählungen für junge Mädchen. Eckardt, Kiel 1897
- Die Stütze der Hausfrau: ein Handbuch für junge Mädchen. Velhagen & Klasing, Bielefeld 1900. Digitalisat
- Was die Blumen erzählten. Ein Frühlingsidyll. In: Trowitsch's Damen-Kalender auf 1904, 57. Jg., Seite 217–225
- Guste. Eine Geschichte aus dem holsteinischen Volksleben. In: Kieler Neueste Nachrichten, Sonntagsbeilage Nr. 52, 25. Dezember 1904
- Hinnerk Stahl's Brautfahrten. In: Doppeleek. Hauskalender für Schleswig-Holstein, 1906, Seiten 94–100